# Alexandra Holzmann
Alexandra Holzmann (1976) è un'ex sciatrice alpina austriaca.

## Biografia
Specialista delle prove tecniche, la Holzmann debuttò in campo internazionale in occasione dei Mondiali juniores di Lake Placid 1994; in Coppa Europa ottenne il miglior piazzamento il 28 gennaio 1997 a Rogla in slalom gigante (9ª) e prese per l'ultima volta il via il 15 marzo 2000 a See in slalom speciale (32ª). Si ritirò al termine di quella stessa stagione 1999-2000 e la sua ultima gara fu lo slalom gigante dei Campionati austriaci 2000, disputato il 22 marzo a Sankt Lambrecht e chiuso dalla Holzmann al 21º posto; non debuttò  in Coppa del Mondo né prese parte a rassegne olimpiche o iridate.

## Palmarès

### Campionati austriaci
- 2 medaglie:
  - 2 argenti (slalom gigante, combinata nel 1997)